# Strimone (mitologia)
Strimone (in greco antico Στρυμών Strümṑn) è un personaggio della mitologia greca, dio del fiume omonimo.
Nell'Iliade, Omero cita Strimone anche con il nome di Eioneo indicandolo come "abitante di Eione".

## Genealogia
Come gli altri Potamoi, Strimone era figlio di Oceano e Teti, oppure era uno dei figli del dio della guerra Ares, che era la principale divinità venerata in Tracia.

## Mitologia
In principio era un essere mortale ed un re della Tracia, poi si unì con una Musa (per alcuni Clio e per altri Euterpe) e da lei ebbe un figlio, Reso; quando questi divenne adolescente Strimone abdicò in suo favore. Dieci anni dopo Reso fu ucciso da Diomede nella guerra di Troia e Strimone, sconvolto per la morte del figlio, si gettò in un fiume ma gli dei inferi (che già avevano resuscitato il giovane), lo salvarono trasformandolo in divinità fluviale. 
Tra gli altri figli di Strimone vengono annoverati Rodope, Branga e Olinto, nati dalla sua unione con una mortale sconosciuta, ed Evadne, sposa di Argo.